# Yüksek Sadakat
Yüksek Sadakat (название обозначает буквальный перевод термина Hi-Fi (High Fidelity — русск. Высокое качество звучания) на турецкий язык) — турецкая рок-группа. Коллектив образован в 1997 году, и находился на пике популярности в 2006 году после выпуска дебютного одноимённого альбома.
1 января 2011 года Yüksek Sadakat был выбран, чтобы представить Турцию на конкурсе песни Евровидение. Песня «Live it up» («Живи на полную») была выбрана 25 февраля 2011. Композиция была исполнена на Евровидении в первом полуфинале (10 мая); в финал пройти группе не удалось.

## Дискография
- Yüksek Sadakat (2006)
- Katil & Maktül (2008)
- Renk Körü (2011)
- IV (2014)